# Baudouin Janssens de Bisthoven

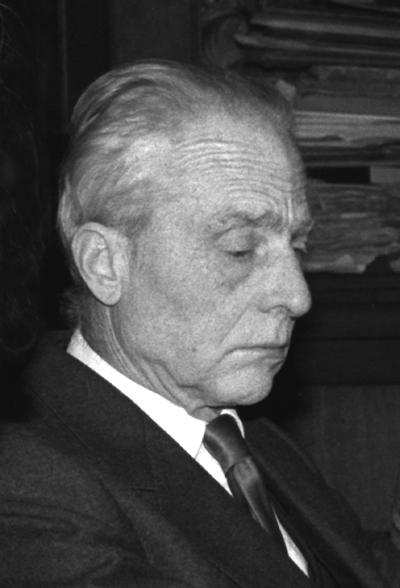
Baudouin Janssens de Bisthoven

Baudouin Janssens de Bisthoven (Brugge, 10 februari 1914 – 1 juli 2005) was een Belgisch rooms-katholiek priester en historicus.

## Levensloop
Baron Baudouin Leon Joseph Aquilin Charles Marie Ghislain Janssens de Bisthoven was de oudste zoon van baron Ferdinand Janssens de Bisthoven (1887-1961) en Denise de Peelaert Arents de Beerteghem (1893-1989). Hij was de kleinzoon van gouverneur van West-Vlaanderen baron Leon Janssens de Bisthoven (1859-1938).
Tijdens de oorlog 1914-1918 verbleef hij met zijn ouders in Den Haag. 
Terug in Brugge doorliep hij de lagere en middelbare school in het Sint-Andreasinstituut, bij de Broeders Xaverianen en in het Sint-Lodewijkscollege (retorica 1932). Zijn universitaire studies brachten hem in  
- de Facultés Universitaires Notre-Dame de la Paix in Namen (1933-34, kandidaat in de wijsbegeerte en letteren)
- de Katholieke Universiteit Leuven (1935, baccalaureaat in de Thomistische filosofie)
- het Grootseminarie in Brugge, onderbroken door legerdienst
- de Centrale Jury (1938, kandidaat klassieke filologie)
- de Gregoriaanse Universiteit in Rome (1938-39, eerste doctoraat kerkgeschiedenis)
- de Katholieke Universiteit Leuven (1941, licentiaat geschiedenis en geaggregeerde van het middelbaar onderwijs, 1947, doctor in het kerkelijk recht).

In augustus 1939 werd hij tot priester gewijd. Tijdens de jaren 1939 tot 1940 was hij opgeroepen in het leger als brancardier en nam hij deel aan de Achttiendaagse Veldtocht.
Het eerste deel van zijn actieve loopbaan bracht hij door als professor aan het Grootseminarie in Brugge (1945-1962) waar hij kerkelijk recht, algemene moraal, kerkgeschiedenis en liturgie doceerde. Hij was ook archivaris en bibliothecaris van het Grootseminarie. In 1953 tot erekanunnik benoemd, werd hij in 1959 titulair kanunnik van het kapittel van de kathedraal, secretaris van het bisdom en ceremoniarius van de kathedraal. Hij was ook lid van het 'Officialaat' of kerkelijke rechtbank. 
Van 1962 tot 1986 was hij archivaris van het bisdom Brugge. Tevens was hij diocesaan aalmoezenier van het Vlaams Verbond van Katholieke Meisjesgidsen (VVKM) (1955-1967) en rector van de Heilig Bloedkapel (1969-1979).
Hij was ook bestuurslid (sinds 1962), penningmeester (1970-1979) en voorzitter (1979-1992) van het Genootschap voor Geschiedenis te Brugge.
Onder zijn voorzitterschap werd in 1989 het 150-jarig bestaan van het genootschap gevierd, werd de traditie van een jaarlijkse ledenvergadering hernomen, werd een nieuwe reeks 'Vlaamse Historische Studies' gelanceerd en werd aan het genootschap het predicaat Koninklijk verleend.

## Publicaties
- Het H. Bloed te Brugge (met Antoon VIAENE), Brugge, 1976.
- Inventaris van het bisschoppelijk archief van Brugge (met Christian DE BACKER), Leuven, 1984.

Een volledige bibliografie treft men aan in de Handelingen van het Genootschap voor Geschiedenis te Brugge, 1993, blz. 10-16.